# 고글

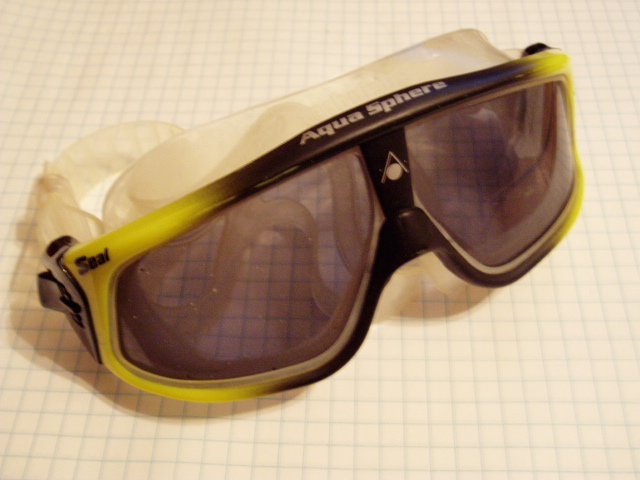
고글

고글(Goggle)은 수영 등에서 눈을 보호하기 위해 쓰는 것을 말한다. 대표적으로 물안경(수경)이 있다. 고글은 주로 겨울철에 스키나 보드 등을 탈 때 많이 사용되는데 고글을 사용하는 주된 이유는 햇빛으로부터 눈을 보호하고 앞을 잘 보이게 하기 위해서이다.

## 역사
이누이트와 유픽족이 광각막염 예방을 돕기 위해 스노 고글스를 만들었다.
20세기에 고글은 먼지나 바람에 의한 눈의 염증을 예방하기 위해 오픈카의 운전자들이 착용했다.

## 용도별 고글
- 수영용 (물안경)
- 모터사이클용
- 군용
- 스키·스노보드용

## 같이 보기
- 구글 고글스
- 야간 투시경
- 개인 보호 장비